# Volleybalvereniging Flamingo's '56 2021-2022
Questa voce raccoglie le informazioni riguardanti il Volleybalvereniging Flamingo's '56 nelle competizioni ufficiali della stagione 2021-2022.

## Organigramma societario
Area direttiva
- Presidente: Jan Peters

Area tecnica
- Primo allenatore: Ivo Martinovic

## Rosa
| N° | Nome                  | Ruolo | Data di nascita   | Nazionalità sportiva |
| -- | --------------------- | ----- | ----------------- | -------------------- |
| 2  | Noa Klerckx           | S     | 11 agosto 1999    | Paesi Bassi          |
| 3  | Veerle van den Heuvel | S     | 22 giugno 1996    | Paesi Bassi          |
| 4  | Noa Rahangmetan       | P     | 21 agosto 2002    | Paesi Bassi          |
| 6  | Michelle Koolen       | S     | 23 luglio 1998    | Paesi Bassi          |
| 7  | Yara van de Ven       | L     | 21 giugno 2002    | Paesi Bassi          |
| 8  | Liselotte Spoormakers | O     | 4 luglio 2001     | Paesi Bassi          |
| 9  | Charlotte Haar        | P     | 12 maggio 1999    | Paesi Bassi          |
| 10 | Eline Peeters         | C     | 1º settembre 2001 | Paesi Bassi          |
| 11 | Silke Bruil           | S     | 25 luglio 2002    | Paesi Bassi          |
| 12 | Lisan Siemonsma       | C     | 15 ottobre 1998   | Paesi Bassi          |
| 14 | Anne Heesakkers       | C     | 24 febbraio 1995  | Paesi Bassi          |

## Statistiche

### Statistiche di squadra
| Competizione          | Punti | In casa | In casa | In casa | In trasferta | In trasferta | In trasferta | Totale | Totale | Totale |
| Competizione          | Punti | G       | V       | P       | G            | V            | P            | G      | V      | P      |
| --------------------- | ----- | ------- | ------- | ------- | ------------ | ------------ | ------------ | ------ | ------ | ------ |
| Eredivisie            | 28/13 | 15      | 9       | 6       | 14           | 5            | 9            | 29     | 14     | 15     |
| Coppa dei Paesi Bassi | -     | 0       | 0       | 0       | 1            | 0            | 1            | 1      | 0      | 1      |
| Totale                | -     | 15      | 9       | 6       | 15           | 5            | 10           | 30     | 14     | 16     |

Nel computo è incluso l'incontro della Pool B, successivamente annullato, contro l'Eurosped.

### Statistiche delle giocatrici
Dati non disponibili.